# Abdülmecid I.

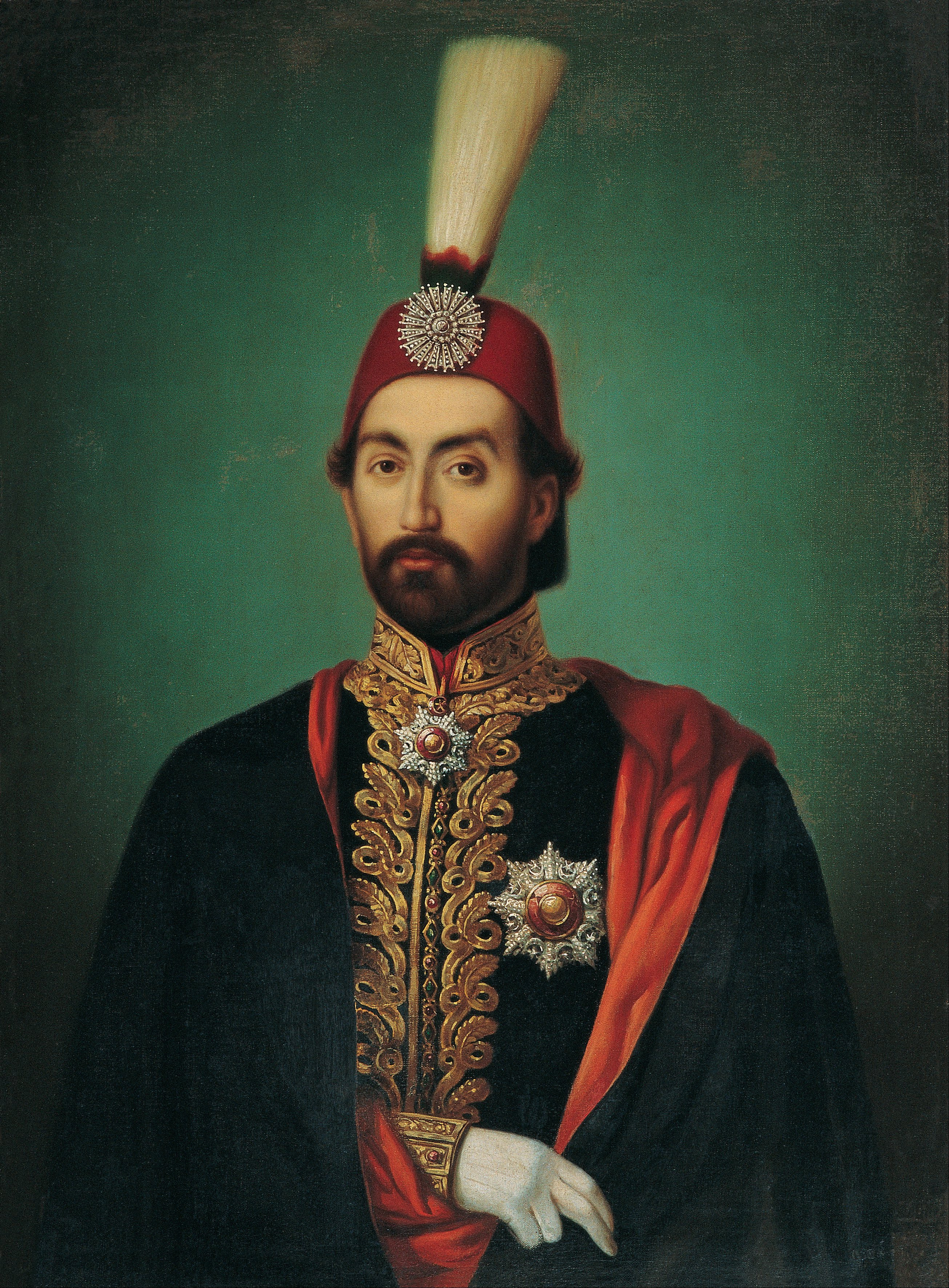
Abdülmecid I.

Abdülmecid (* 25. April 1823 in Istanbul; † 25. Juni 1861 ebenda; auch Abdul Mecid, Abdul Medschid) war von 1839 bis zu seinem Tod Sultan des Osmanischen Reiches.

## Leben
Abdülmecid war der Sohn von Mahmud II. und dessen zweiter Frau Bezm-i Alem. 
Als er am 1. Juli 1839 die Nachfolge seines Vaters antrat, befand sich das Osmanische Reich auf dem Höhepunkt einer militärisch-politischen Krise. Die osmanische Armee war bei Nizip von der ägyptischen Armee des Vizekönigs Muhammad Ali Pascha geschlagen worden, und die osmanische Flotte befand sich auf dem Weg nach Alexandria, um von ihrem abtrünnigen Kommandanten Achmed Fewsi Pascha den Ägyptern übergeben zu werden. Diese sogenannte Orientalische Krise ließ sich nur abwenden und der Bestand des Reiches sichern, indem Abdülmecid sich auf Verhandlungen mit den europäischen Mächten einließ, die dann zum Londoner Viermächtebund vom 15. Juli 1840 führten.
In Einklang mit den ausdrücklichen Anweisungen seines Vaters machte sich Abdülmecid sogleich daran, die Reformen durchzuführen, denen sich Mahmud gewidmet hatte. Im November 1839 wurde ein Edikt proklamiert, das unter dem Namen hatt-i Şerif von Gülhane bekannt geworden ist und die Tanzimat-Reformen einleitete. Nach dem Ende des Krimkriegs wurde es im Februar 1856 durch ein ähnliches Statut, das hatt-ı hümayun ergänzt. Durch diese Verordnungen wurde dafür gesorgt, dass alle Gruppen der Untertanen des Sultans Sicherheit ihres Lebens und ihres Eigentums genossen; dass Steuern gerecht auferlegt und die Justiz unparteiisch ausgeübt wurde; und dass jeder volle religiöse Freiheit und gleiche bürgerliche Rechte hatte. Der Plan rief scharfen Widerstand von Seiten der herrschenden muslimischen Klassen und den Ulama (privilegierten religiösen Lehrern) hervor und wurde nur teilweise in Kraft gesetzt, insbesondere in den fernen Teilen des Reichs. Mehr als eine Verschwörung gegen das Leben des Sultans entstand deswegen.
Von den anderen durch Abdülmecid vorangetriebenen Reformmaßnahmen waren die wichtigsten: die Neuorganisierung der Armee (1843–1844), die Gründung eines Ausbildungsministeriums, die Abschaffung der Kopfsteuer, die Unterdrückung des Sklavenhandels und verschiedene Vorkehrungen für eine effizientere Verwaltung des öffentlichen Dienstes und für die Förderung des Handels.
Ab 1843 erfolgte der vom Sultan initiierte Bau des Dolmabahçe-Palastes als Residenz.
Auf sein Geheiß hin wurde die Hagia Sophia von 1847 bis 1849 von den Brüdern Fossati erstmals restauriert.
Für die öffentliche Geschichte seiner Zeit, die Unruhen und Aufstände in den verschiedenen Teilen seines Herrschaftsgebiets und den von Großbritannien, Frankreich und Sardinien im Interesse der Osmanen geführten Krieg gegen Russland (1853–1856), siehe Osmanisches Reich#Epoche der Reformen: 1808 bis 1878 und Krimkrieg.
Nachdem Kossuth und andere nach dem Scheitern des ungarischen Aufstands 1849 Zuflucht im Osmanischen Reich gesucht, lehnte der Sultan Auslieferungsforderungen von Österreich und Russland selbstsicher und entschlossen ab. Er setzte sich auch dafür ein, dass die Verschwörer, die ihn zu ermorden trachteten, nicht mit dem Tode bestraft wurden. Er hatte den Charakter eines freundlichen und ehrenhaften Mannes, wenn auch schwach und leicht zu beeinflussen. Andererseits neigte er auch zu exzessiver Verschwendung, insbesondere gegen Ende seines Lebens.
1851 stiftete er den Mecidiye-Orden für Verdienste um das Reich.
Im Jahr 1856 gründete er die Stadt Medgidia. Als er 1861 an Tuberkulose starb, folgte ihm sein Bruder Abdülaziz als ältestes Mitglied der Osmanen-Dynastie auf dem Thron. Er hinterließ mehrere Söhne, von denen vier, Murad V., Abdülhamid II., Mehmed V. und Mehmed VI. schließlich ebenfalls Sultan wurden.